# Sille Thomsen
Sille Guldbæk Thomsen (født 18. februar 1992 i Køge) er en dansk håndboldspiller, der spiller for Ringkøbing Håndbold. Hun kom til klubben i 2016. Hun har tidligere optrådt for Randers HK, Vejen EH og Viborg HK.

## Karriere
Hun startede som 6-årig.